# Blastocladiopsis elegans
Blastocladiopsis elegans är en svampart som beskrevs av J.A. Robertson 1976. Blastocladiopsis elegans ingår i släktet Blastocladiopsis och familjen Blastocladiaceae.   Inga underarter finns listade i Catalogue of Life.